# Джекермыш
Джекермыш (тур. Çökürmüş; ум. 1107) — сельджукский атабек Мосула в 1102—1107 годах.
В 1104 году вместе с Сукманом бен Артук победил в битве при Харране войско крестоносцев княжества Антиохийского и графства Эдесского и взял в плен графа Эдессы Балдуина.

## Биография
До назначения на пост атабека Мосула Джекермыш был правителем Джезире. А 1095 году эмир Кербога осаждал Мосул, в котором правил назначенный Тутушем Али бен Муслим бен Курейша.  Али обратился за помощью к  Джекермышу, который пришёл с войском, но потерпел поражение от брата Кербоги, Алтунташа. Кербоге удалось привлечь Джекермыша на свою сторону, и они продолжили осаду Мосула вместе. В октябре-ноябре 1096 года после 9-месячной осады Кербога взял город под свой контроль.
В январе-феврале 1101 года, согласно «Анонимной сирийской хронике», Джекермыш напал на Эдессу. После жестокого боя («ров наполнился мертвецами, кровь хлынула рекой и потекла по рву») эмир опустошил окрестности города и ушел. Другие источники не упоминают это нападение.

### Атабек Мосула
Следующее упоминание Джекермыша относится к 1102 году, когда султан назначил его эмиром Мосула. Эмир Мосула Кербога умер от болезни в 1101/02 году. Мосул сначала попал в руки Мусы эт-Туркмани, а затем Джекермыша. Джекермыш взял Занги, который был воспитанником Кербоги, под свою защиту и до своей смерти в 1107 году около 6 лет заботился о нём.
В 1103 году племянник Сукмана и Иль-Гази Якути, правитель Мардина, попытался захватить у Джекермыша Рас-эль-Айн, но погиб в битве. Мать Сукмана и Иль-Гази, бабка Якути, призвала Сукмана отомстить за его племянника и своего внука. Сукман захватил Рас-эль-Айн и осадил город Джекермыша, Нусайбин. Джекермышу удалось уговорить Сукмана отказаться от мести за крупный выкуп, его основной аргумент состоял в том, что Якути погиб в битве и неизвестно, чья рука его сразила.
Несмотря на враждебность между Сукманом и Джекермышем, в 1104 году они объединились для участия в битве при Харране. Крестоносцы из княжества Антиохии (Боэмунд Тарентский и Танкред) и графства Эдесского (Балдуин Иерусалимский и Жослен де Куртене) направлялись к Харрану. У них было почти три тысячи рыцарей и примерно в три раза больше пехоты. Это вынудило двух эмиров на время забыть о вражде и действовать сообща.  7 мая 1104 года на берегах реки Балых, недалеко от Ракки состоялась битва, закончившаяся полной победой туркменских эмиров. Сукман и Джекермыш захватили лагерь франков, Сукман поймал Балдуина и Жослена I, пытавшихся вдоль реки добраться до Эдессы. Согласно Ибн аль-Асиру, с Боэмундом и Танкредом спаслись только шесть рыцарей. Воины Джекермыша были недовольны, что выкуп за обоих пленников получат Артукиды. В отсутствие в лагере Сукмана, преследовавшего бежавших крестоносцев, Джекермыш ворвался в шатер Сукмана и похитил Балдуина. Напрасно Сукман просил вернуть пленника после своего возвращения. Конфликт был предотвращен только благодаря усилиям Сукмана, сказавшего: «Пусть радость от этой победы не превратится в печаль из-за спора между нами». Балдуин был увезён в Мосул к Джекермышу, а Жослен — в Хисн-Кейфу к Сукману.
После победы у Харрана союз эмиров распался. Чтобы обезопасить свои территории от нападений Сукмана, Джекермыш занял Харран, захватил замки крестоносцев восточнее Эдессы и ещё раз безуспешно попытался штурмовать Эдессу. Танкред призвал на помощь Боэмунда. Во время осады Танкред перед рассветом напал на Джекермыша, за Танкредом прибыл отряд Боэмунда. Джекермыш бежал, бросив лагерь. Христиане взяли большую добычу и пленников, среди которых оказалась некая знатная девушка. Чтобы выкупить её, Джекермыш предложил выплатить большую сумму (Рансимен писал про 15 000 безантов, Маалуф — про 11 тысяч золотых динаров) или обменять на Балдуина, и Боэмунд с Танкредом освободили пленницу за денежный выкуп.
В 1104 году сыновья султана Мелик-шаха Баркиярук и Мухаммед договорились о разделе территорий. Мосул отошел к землям Мухаммеда, но Джерекмыш заявил, что приносил клятву верности Баркияруку и выступил против Мухаммеда. В январе 1105 года Баркиярук умер, и всеми землями иракских Сельджуков стал править Мухаммед. Джекермышу пришлось ему покориться.
По сообщению Смбата Спарапета, Джекермыш осадил Эдессу в 1106 году. При защите города погибло 400 воинов, остальные обратились в бегство. В городе был траур, а Джекермыш «вернулся с большой победой».

### Борьба с Джавали
Джекермыш не повиновался султану и не спешил отправлять деньги, которые он обещал султану за назначение. В 1106 году Мухаммед Тапар сместил Джекермыша с поста атабека Мосула и назначил вместо него Джавали. Султан передал Джавали все регионы, ранее принадлежавшие Джекермышу. После этого назначения Джавали прибыл в Багдад, где оставался до конца октября 1106 года. Позже он захватил после осады город Бевазидж, который отдал своим воинам на разграбление на четыре дня, затем он отправился в Эрбиль. Джекермыш не собирался отдавать Мосул Джавали и отправил окрестным эмирам письма о помощи.
Правитель Эрбиля Абуль-Хейка ответил Джекермышу, что Бевазидж был захвачен Джавали и, если Джекермыш ему не поможет отбить город, он будет сотрудничать с Джавали. Джекермыш немедленно переправился на восточный берег Тигра, Абуль-Хейка присоединился к нему со своими солдатами. Перед ними появился Джавали со своим отрядом в тысячу человек. Силы Джекермыша и Абуль-Хейки были вдвое больше, и Джекермыш был уверен в победе. Но Джавали атаковал центр сил противника и рассеял их. Джекермыш, который был частично парализован, не мог ездить на лошади и передвигался на носилках. Он попал в плен, а его люди были убиты. Когда известие о поражении и пленении Джекермыша пришло в Мосул, знать Мосула признала эмиром сына Джекермыша, 11-летнего Зенги. От его имени прочитали хутбу. Жители Мосула опасались жестокости Джавали, они не открыли ему ворота. Командующим гарнизоном города был мамлюк Джекермыша по имени Гузоглу (Огузоглу). Он раздал солдатам всю добычу, скопленную Джекермышем, и отправил послания эмиру Хиллы Садаке, султану Рума Кылыч-Арслану I и багдадскому шихне Аксунгуру эль-Порсуки, прося о помощи. Каждому из них он обещал передать Мосул. Кылыч Арслан I и Аксунгур аль-Порсуки ответили положительно, Садака не принял предложение.

### Смерть
Победив и пленив Джекермыша, Джавали начал осаду Мосула.
Ибн аль-Каланиси утверждал, что Джавали казнил Джекермыша и отослал его голову в Мосул. Ибн аль-Асир, Абу-ль-Фида и Ибн-Касир кратко сообщали, что Джекермыш подвергся нападению Джавали и был убит им. Матвей Эдесский и Смбат Спарапет утверждали, что Джекермыш был убит стрелой.
В «Сельджук-Наме» о пленении и смерти Джекермыша сообщалось, что «Джавали каждый день сажал его на мула и подвозил к крепости, его воины кричали: „Отдайте крепость, спасите своего господина!“ Никто не слушал. Они помещали Джекермыша в яму. Они делали это какое-то время, в конце концов, однажды они нашли тело Джекермыша». Бар Эбрей писал, что, когда Джекермиш восстал против сельджукского султана, он послал Джавали предложение присоединиться к нему, однако был побежден и умер в яме, в которую его бросил Джавали. Михаил Сириец в основном подтверждает слова Бар Эбрея, хотя и дает меньше деталей. Дж. Пияджеоглу придерживается версии «Сельджук-наме» и сообщает, что Джавали приказал каждый день подвозить Джекермыша на мулах к стенам и призывать жителей Мосула сдать город и спасти его, но жители Мосула не поддались. Джавали опасался, что Джекермыша похитят, потому приказал вырыть для него яму, где и держал пленника. Больной Джекермыш, которому было за шестьдесят, не выдержал и умер в 1106/07 году.
По словам С. Рансимена, Джекермыш внезапно умер.
Джекермыш собирал большие доходы с Джазиры и Мосула, он был популярен среди подданных, которые одобряли его справедливое правление на всех его территориях. Ибн Касир в труде «Начало и конец» писал о Джекермыше, что он «был одним из лучших правителей», справедливым и доброжелательным.